# München Grill
München Grill ist wie ihre Vorgängerserie Moni’s Grill eine Kombination aus Serie und Talk, die vom Bayerischen Rundfunk produziert wurde. Autor und Regisseur ist Franz Xaver Bogner; die erste Folge wurde am 20. April 2018 gesendet.

## Inhalt
Die Serie spielt in einem Münchner Lokal, das von der neuen Geschäftsführerin Fanny und Toni Schweiger betrieben wird. Zur Familie gehören noch Mutter Christa, Tonis Tochter Consuela und Adoptivsohn Hermes. Moni hat sich mit einem fremden Mann aus dem Staub gemacht und so kam Fanny über ihren Gönner Henry Filbinger, der eine Münchner Großbrauerei besitzt, als neue Chefin ins Spiel.

## Talkgäste
Die Talkgäste finden sich in unterschiedlichster Form im Lokal ein und kommen mit den einzelnen Familienmitgliedern und Fanny ins Gespräch. 

## Episodenliste/Talkgäste
| Nr. | Originaltitel | Erstausstrahlung D | Regie              | Drehbuch           | Talkgäste           |
| --- | ------------- | ------------------ | ------------------ | ------------------ | ------------------- |
| 1   | Alles neu     | 20. Apr. 2018      | Franz Xaver Bogner | Franz Xaver Bogner | Christian Springer  |
| 2   | Reiner Zufall | 27. Apr. 2018      | Franz Xaver Bogner | Franz Xaver Bogner | Marianne Sägebrecht |
| 3   | Alt genug     | 4. Mai 2018        | Franz Xaver Bogner | Franz Xaver Bogner | Andreas Giebel      |
| 4   | Kein Wort     | 11. Mai 2018       | Franz Xaver Bogner | Franz Xaver Bogner | Uschi Glas          |
| 5   | Emanzipation  | 18. Mai 2018       | Franz Xaver Bogner | Franz Xaver Bogner | Max Schmidt         |
| 6   | Alles anders  | 25. Mai 2018       | Franz Xaver Bogner | Franz Xaver Bogner | Sigi Zimmerschied   |